# Hauban
Hauban település Franciaországban, Hautes-Pyrénées megyében. Lakosainak száma 96 fő (2022. január 1.). Hauban Orignac, Bagnères-de-Bigorre, Mérilheu, Ordizan és Pouzac községekkel határos.

## Népesség
A település népességének változása:
| Lakosok száma | 98   | 108  | 111  | 111  | 108  | 104  | 101  | 99   | 96   |
|               | 2013 | 2015 | 2016 | 2017 | 2018 | 2019 | 2020 | 2021 | 2022 |